# Viktor Gavrikov
Viktor Gavrikov (* 29. Juli 1957 in Criuleni, Moldauische Sozialistische Sowjetrepublik; † 27. April 2016 in Burgas, Bulgarien) war ein litauischer Schachspieler und -trainer, der zwischen 1993 und 1997 für den Schweizerischen Schachbund spielte.

## Leben
Im Jahr 1969 erlernte Viktor Gavrikov das Schachspiel. 1984 erhielt er den Grossmeistertitel. 1985 wurde er geteilter Erster in der sowjetischen Meisterschaft. Im gleichen Jahr folgte der 4.–5. Platz im Interzonenturnier in Tunis. 1988 wurde Gavrikov Vize-Weltmeister im Schnellschach in Mazatlán. 1989 siegte er im Turnier Berliner Sommer in West-Berlin. Das Turnier in Biel konnte er 1990 und 1994 gewinnen. 1991 gewann er in Genf. 1996 wurde er schliesslich Schweizer Meister in Arosa.
Gavrikov erreichte im Juli 1995 seine höchste Elo-Zahl von 2605.

## Vereine
In der Schweizer Nationalliga A spielte Gavrikov von 2002 bis 2004 bei Sorab Basel, 2005 bei Lugano CS und 2006 beim SC Bodan.
In Deutschland spielte er von 1993 bis 1996 beim SK Zähringen 1921 und in der Saison 1997/98 beim SK Passau in der 1. Bundesliga und von 2004 bis 2010 für den SK König Plauen in der 2. Bundesliga und Oberliga. In der österreichischen Bundesliga spielte Gavrikov in der Saison 2004/05 beim SK Hohenems.